# Gromee
Andrzej Gromala, også kendt under kunstnernavnet Gromee, (født 14. december 1978) er en polsk DJ, musikproducer og remixer, som repræsenterede Polen ved Eurovision Song Contest 2018 sammen med Lukas Meijer med sangen "Light Me Up". De opnåede en 14. plads i anden semifinale, og derfor kvalificerede de sig ikke til finalen.